# Microdytes
Microdytes es un género de coleópteros adéfagos  perteneciente a la familia Dytiscidae. 

## Especies seleccionadas
- Microdytes akitai	Wewalka 1997
- Microdytes balkei	Wewalka 1997
- Microdytes belli
- Microdytes bistroemi	Wewalka 1997
- Microdytes boukali	Wewalka 1997
- Microdytes cameroni	Miller & Wewalka 2010
- Microdytes championi
- Microdytes dimorphus	Wewalka 1997
- Microdytes elgae	Hendrich, Balke & Wewalka 1995
- Microdytes franzi	Wewalka & Wang 1998
- Microdytes gabrielae	Wewalka 1997